# Pitten
Pitten es un municipio situado en el distrito de Neunkirchen, en el estado de Baja Austria, Austria. Tiene una población estimada, a inicios de 2023, de 2888 habitantes.
Está ubicado al sur del estado, al sur de Viena y del río Danubio, y a poca distancia al norte de la frontera con el estado de Estiria.